# Rovin

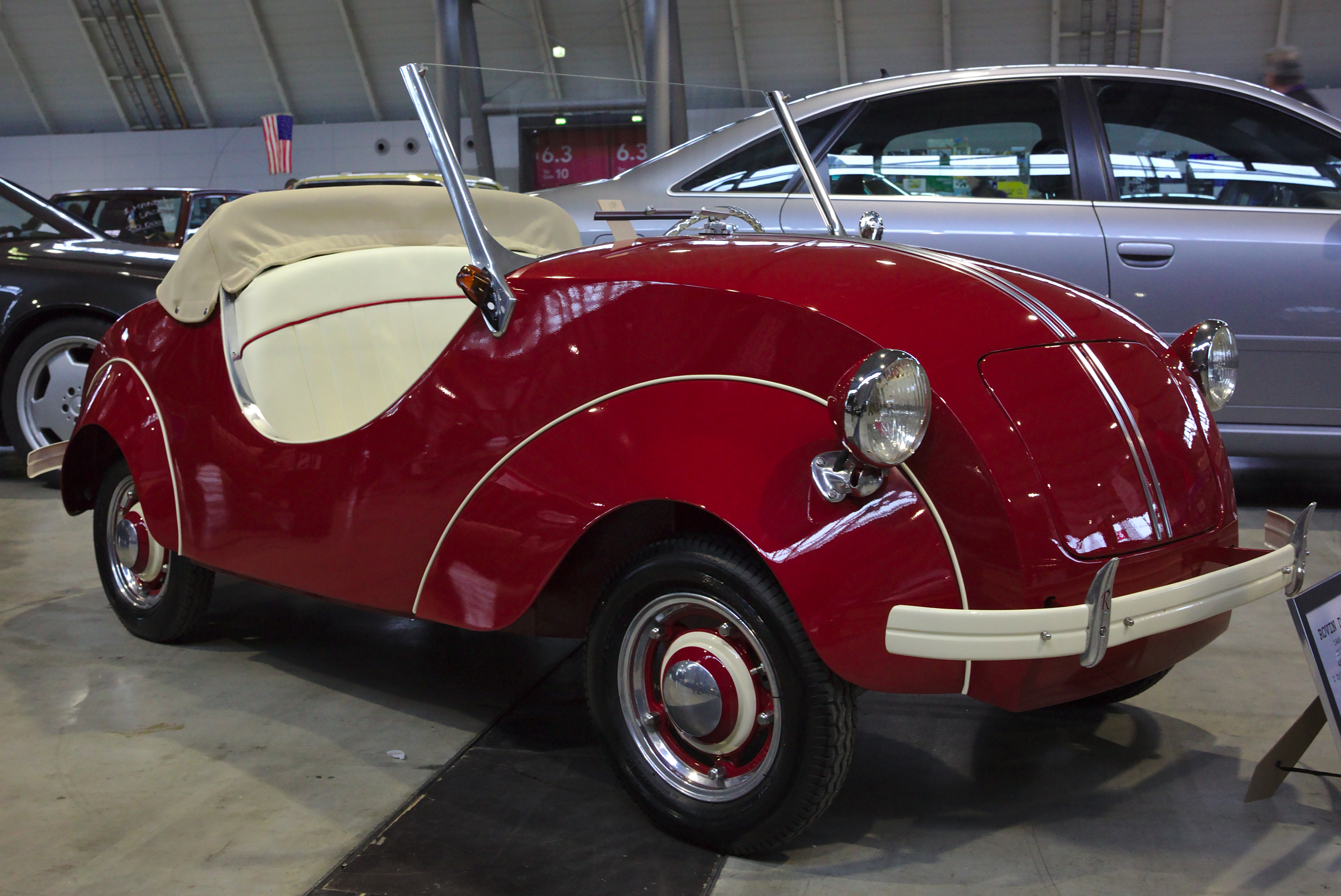
Rovin D2 (1949)

Rovin is een historisch merk van motorfietsen.
Ets. R. de Rovin, Asnières, later Paris (1920-1934).
Robert de Rovin was een bekende motor- driewieler- en autocoureur die veel modellen met 100- tot 248 cc tweetakten en 174- tot 499 cc viertakten bouwde. De blokken kwamen onder andere van JAP en MAG. In 1929 nam de Rovin San-Sou-Pap over en na 1945 bouwde hij kleine auto’s.